# توني براون (لاعب كرة قدم تايلندي)
توني براون (15 مايو 1970 ببانكوك في تايلاند - ) هو لاعب كرة قدم أمريكية، تايلندي في مركز ظهير دفاعي ‏. لعب مع تينيسي تايتانز وسياتل سيهوكس.

## وصلات خارجية
- توني براون على موقع مرجع كرة القدم المحترفة.كوم (الإنجليزية)